# Alliopsis badia
Alliopsis badia este o specie de muște din genul Alliopsis, familia Anthomyiidae. A fost descrisă pentru prima dată de Walker în anul 1849. Conform Catalogue of Life specia Alliopsis badia nu are subspecii cunoscute.